# Heriaeus fedotovi
Heriaeus fedotovi es una especie de araña cangrejo del género Heriaeus, familia Thomisidae. Fue descrita científicamente por Charitonov en 1946.

## Distribución
Esta especie se encuentra en Asia Central.